# Carmine Amoroso
Carmine Amoroso (* 1959 in Lanciano) ist ein italienischer Drehbuchautor und Filmregisseur.

## Leben
Amoroso schloss sein Literaturstudium mit einer Arbeit über „Religiosität im Werk Pier Paolo Pasolinis“ ab und startete seine eigene Karriere als Regisseur von Dokumentationen für die RAI. Im Jahr 1991 schrieb er sein erstes Drehbuch (für Mario Monicelli) und arbeitete mit Lina Wertmüller. Daneben war er als Bühnenautor tätig und drehte 1996 in eigener Regie seinen ersten Film, Come mi vuoi; dabei handelte es sich um den ersten italienischen Film, der sich mit der Transgender-Problematik beschäftigt. 2007 folgte Cover boy.

## Filmografie
- 1996: Come mi vuoi
- 2007: Cover boy